# Эспириту-Санту-ду-Турву
Эспириту-Санту-ду-Турву (порт. Espírito Santo do Turvo) — муниципалитет в Бразилии, входит в штат Сан-Паулу. Составная часть мезорегиона Ассис. Входит в экономико-статистический микрорегион Ориньюс. Население составляет 4195 человек на 2006 год. Занимает площадь 191,294 км². Плотность населения — 21,9 чел./км².

## Статистика
- Валовой внутренний продукт на 2003 составляет 46 035 490,00 реалов (данные: Бразильский институт географии и статистики).
- Валовой внутренний продукт на душу населения на 2003 составляет 11 631,00 реал (данные: Бразильский институт географии и статистики).
- Индекс развития человеческого потенциала на 2000 составляет 0,755 (данные: Программа развития ООН).